# Richard Münch
Pour les articles homonymes, voir Münch.
Richard Heinrich Ludwig Münch (parfois crédité Richard Munch), né le 10 janvier 1916 à Giessen (Hesse, alors Empire allemand), mort le 6 juin 1987 à Malaga (Andalousie), est un acteur allemand.

## Biographie
Richard Münch étudie l'art dramatique à Francfort-sur-le-Main et y débute au théâtre en 1937, dans Hamlet in Wittenberg de Gerhart Hauptmann. Très actif sur les planches durant sa carrière, il s'illustre également dans le domaine spécifique du théâtre radiophonique. 
Au cinéma, il apparaît pour la première fois — un petit rôle non crédité — dans L'Homme perdu de (et avec) Peter Lorre, sorti en 1951. Suivent trente-six autres films, majoritairement allemands (auxquels s'ajoutent des films étrangers ou coproductions), le dernier étant le film américain Target d'Arthur Penn (avec Gene Hackman et Matt Dillon), sorti en 1985.
Mentionnons aussi Chiens, à vous de crever ! de Frank Wisbar (1959, avec Joachim Hansen et Wolfgang Preiss), Le Jour le plus long (réalisateurs divers, 1962, avec John Wayne et Henry Fonda, où il interprète le général Erich Marcks), Le Train de John Frankenheimer (1964, avec Burt Lancaster et Paul Scofield), Patton de Franklin J. Schaffner (1970, avec George C. Scott dans le rôle-titre, lui-même personnifiant le général Alfred Jodl), ou encore Portrait de groupe avec dame d'Aleksandar Petrović (1977, avec Romy Schneider et Brad Dourif).
En 1962, il reçoit le Prix du film allemand (catégorie meilleur acteur) pour Le Miracle du père Malachias de Bernhard Wicki (1961).
Pour la télévision, à partir de 1955, Richard Münch contribue à quinze séries — dont Inspecteur Derrick (deux épisodes, 1976-1986) et Le Renard (deux épisodes, 1978-1984) —, ainsi qu'à quarante-trois téléfilms. 
Il tient son dernier rôle dans la mini-série Le Grand Secret de Jacques Trébouta (avec Louise Marleau et Claude Rich), diffusée en 1989, deux ans environ après sa mort brutale (en 1987) d'une crise cardiaque, lors d'un séjour en Espagne.

## Filmographie partielle

### Au cinéma
- 1951 : L'Homme perdu (Der Verlorene) de Peter Lorre : Premier inspecteur de la Criminelle
- 1955 : Zwei blaue Augen de Gustav Ucicky : Schneider
- 1958 : Zone-Est interdite (Le monde a tremblé) (Nasser Asphalt) de Frank Wisbar : Dr Wolf
- 1959 : Frau im besten Mannesalter d'Axel von Ambesser : M. Wegner
- 1959 : Chiens, à vous de crever ! (Hunde, wollt ihr ewig leben !) de Frank Wisbar : Lieutenant-colonel Kesselbach
- 1959 : La Rage de vivre (Verbrechen nach Schulschluß) d'Alfred Vohrer : Dr Konig
- 1961 : Le Miracle du père Malachias (Das Wunder des Malachias) de Bernhard Wicki : Dr Erwin Glass
- 1962 : Le Jour le plus long (The Longest Day) de Ken Annakin et autres : Général Erich Marcks
- 1962 : La Femme rousse (Die Rote) d'Helmut Käutner : Joachim
- 1962 : Le Requin harponne Scotland Yard (Das Gasthaus an der Themse) d'Alfred Vohrer : Dr Collins
- 1964 : Le Train (The Train) de John Frankenheimer : Général von Libitz
- 1964 : Toujours au-delà (Wartezimmer zum Jenseits) d'Alfred Vohrer : Mario Orlandi di Alsconi
- 1964 : La Rancune (The Visit) de Bernhard Wicki : Le maître
- 1965 : Parade d'amour ou Belles d'un soir (Das Liebeskarussell) de Rolf Thiele, Axel von Ambesser et Alfred Weidenmann : Walter Morten
- 1966 : Le Carnaval des barbouzes (Gern hab’ ich die Frauen gekillt) de Alberto Cardone, Louis Soulanes, Sheldon Reynolds et Robert Lynn : Professeur Alden
- 1966 : Dýmky de Vojtěch Jasný : Lord Edward
- 1967 : Les Salauds se portent bien (de) (Heißes Pflaster Köln) d'Ernst Hofbauer : Dr Rolf Stauffer
- 1967 : Monsieur Dynamite (Mister Dynamit – Morgen küßt Euch der Tod) de Franz Josef Gottlieb : Le directeur de la CIA
- 1969 : Le Pont de Remagen (The Bridge of Remagen) de John Guillermin : Général von Sturmer
- 1970 : Patton de Franklin J. Schaffner : Général Alfred Jodl
- 1977 : Portrait de groupe avec dame (Gruppenbild mit Dame) d'Aleksandar Petrović : Hubert Gruyten
- 1979 : Der Durchdreher d'Helmut Dietl : Verleger
- 1985 : Le Pacte Holcroft (The Holcroft Covenant) de John Frankenheimer : Le colonel
- 1985 : Target d'Arthur Penn : Le colonel

### À la télévision
Séries
- 1970 : Der Kommissar
  - Saison 2, épisode 4 Dr. Meinhardts trauriges Endes de Michael Verhoeven : Dr Bibeina
- 1976-1986 : Inspecteur Derrick (Derrick)
  - Saison 3, épisode 6 Calcutta (Kalkutta, 1976) d'Alfred Weidenmann : Un membre du consistoire
  - Saison 13, épisode 6 Le Charme des Bahamas (Der Charme des Bahamas, 1986) : Richard Haber
- 1978-1983 : Le Renard (Der Alte)
  - Saison 2, épisode 5 Boomerang (Bumerang, 1978) d'Alfred Vohrer : Dr Kargus
  - Saison 7, épisode 4 Un mort dans la voiture (Der Tote im Wagen, 1983) : Dr Dannhaus
- 1986 : La Clinique de la Forêt-Noire (Die Schwarzwaldklinik)
  - Saison 1, épisode 15 Un pieux mensonge (Die fromme Lüge) : Professeur Sager
- 1989 : Le Grand Secret, mini-série de Jacques Trébouta : Shri Bahanba

Téléfilms
- 1964 : Totentanz de Gustaf Gründgens : Kurt
- 1969 : Sir Basil Zaharoff – Makler des Todes de Wolfgang Schleif : Sir Basil Zaharoff
- 1974 : Perahim (Perahim – die zweite Chance) d'Hans W. Geißendörfer : Bogini
- 1978 : Unsere kleine Welt d'Alfred Weidenmann : rôle non spécifié
- 1986 : Of Pure Blood de Joseph Sargent : Dr Bamberg

## Récompense
- 1962 : Prix du film allemand, catégorie meilleur acteur, pour Le Miracle du père Malachias.